# Битва на річці Трубіж
Битва на річці Трубіж — одна з битв русько-половецької війни 1090-х — 1116 років, відбулася 19 червня 1096 року.

## Напад половців на Переяславщину і Київщину в травні-червні 1096 року
У травні 1096 року відбувся великий половецький набіг на землі Київського і Переяславського князівств.
- 24 травня загін половців під командуванням хана Курі спалив околиці міста Устя
- 25 травня половецька орда Боняка пограбувала околиці Києва, спаливши у селі Брестовім княжий двір
- 31 травня половецьке військо на чолі з Тугорканом взяв в облогу Переяслав[1].

## Битва
Довідавшись про те, що Тугоркан із ордою стоїть під Переяславом, князі Святополк II Ізяславич  і Володимир ІІ Мономах зібрали свої дружини і перейшли з правого на лівий берег Дніпра через Зарубський брід.
Поява руського війська стала несподіванкою для половців. Володимир ІІ Мономах хотів вишикувати своє військо у бойовий порядок, проте самі воїни не чекаючи цього кинулися в раптову атаку, захопиши зненацька половців. Останні почали відступ, що перетворився на панічну втечу. Під час переслідування розсіяного ворожого війська руські воїни знищили і захопило в полон багатьох половців.
У бою загинули сам Тугоркан, його син, « і інші князі (у значенні хани) многі тут упали».
Таким чином, у результаті знищення загонів ханів Ітларя і Кітана та розгрому війська Тугоркана, русичам вдалося взяти реванш у половців після поразки у битві на річці Стугна, проте це не означало повну перемогу над половцями, так як в той час військо Боняка пограбувало Печерський монастир. Війна з половцями тривала до 1116 року і закінчилася перемогою Русі. З 1113 по 1125 рр. руські землі не зазнали жодного половецького набігу. У 1125 р. їх було розбито біля Полкстиня. Протягом наступних двох десятиліть половці практично не здійснювали самостійних нападів, а брали участь у князівських міжусобицях. З новою силою половецькі набіги активізуються з кінця 1160-х років, а найбіліші набіги було здійснено у 1180-х роках, зокрема в 1185 р. половці взяли в облогу Переяслав і захопили місто Римів. Однак це йде у порівняння з половецьким натиском 1090-х років, коли кочівникам вдалося розбити об'єднане руське військо 3 найбільших князівств, захопити кілька міст, взяти в облогу Переяслав і пограбувати передмістя Києва і Печерський монастир. Найбільшими військовими успіхами половців у другій половині ХІІ ст. можна вважати перемогу у битві біля Ростовця і знищення руського війська під командуванням Ігоря Святославича (битва на річці Каялі).